# Коэн, Ицхак
Ицхак Коэн (ивр. יצחק כהן‎; 2 октября 1951, Ашкелон, Израиль) — израильский политик, депутат кнессета от партии «ШАС», бывший министр по делам религий и заместитель министра финансов.

## Биография
Ицхак Коэн родился 2 октября 1951 года в Ашкелоне (Израиль). Коэн проходил службу в Армии обороны Израиля, окончил службу в звании прапорщика. Работал членом местного совета города Ашкелона и заместителем мэра этого города.
В 1996 году он впервые был избран в кнессет (14 созыв), тогда он стал председателем особой комиссии по делам иностранных рабочих, был членом финансовой комиссии, комиссии по труду и благосостоянию. В 1999 году Коэн был переизбран в кнессет 15-го созыва. В правительстве, сформированном Эхудом Бараком, до 11 июля 2000 года занимал пост министра по делам религий, затем его сменил Йоси Бейлин. После проигрыша Барака на прямых выборах премьер-министра Ариэлю Шарону Коэн вошел в состав нового правительства, где с перерывами занимал пост заместителя министра финансов.
В 1999 году был переизбран в кнессет (16 созыв), членствовал в комиссии по иностранным делам и безопасности, а также исполнял обязанности в законодательной комиссии. Далее Ицхак Коэн был избран в кнессет 17 созыва, где в период с 17 апреля 2006 по 14 января 2008 года был «министром без портфеля», а затем по 24 февраля 2009 года вновь работал министром по делам религий.
В апреле 2009 года Коэн был назначен заместителем министра финансов.
Коэн женат, имеет 10 детей, живёт в Ашкелоне. Владеет ивритом, арабским и английским языками.